# La Belle et le Boulanger
Production
Diffusion
La Belle et le Boulanger est une série télévisée franco-belge réalisée par Hervé Mimran d'après un scénario de Caroline Franc, Marion Michau, Jane Rioufol, Léa Lando et Ichem Saïbi et diffusée en Belgique à partir du 8 avril 2025 sur La Une.
Cette comédie romantique, adaptée de la série israélienne The Baker and the Beauty (2013-2017), est une coproduction de Marathon Studio, Terence Films, TF1, Fontana et la RTBF.

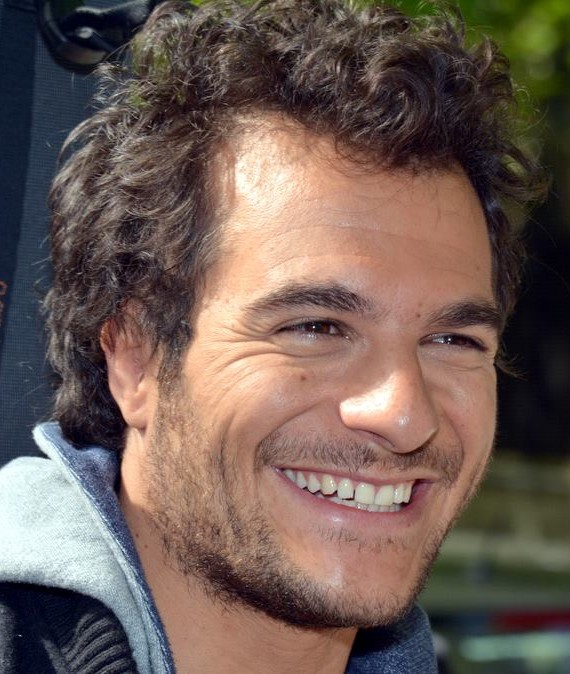
Amir Haddad.

## Synopsis
Benjamin Mercier vit une vie paisible dans la modeste boulangerie de son père, dans la banlieue de Paris.
Mais un jour sa vie bascule lorsqu'il rencontre la top-modèle internationale Louise Meyer, héritière d'une grande fortune.

## Distribution
- Famille Mercier et entourage
  - Lionnel Astier : Philippe, le père
  - Mathilda May : Myriam, la mère
  - Amir Haddad : Benjamin
  - Gary Mihaileanu : Roman, le frère de Benjamin
  - Mitty Hazanavicius : Flora, la sœur de Benjamin
  - Sarah Stern : Vanessa, la fiancée de Benjamin
- Louise Meyer et son entourage
  - Ludmilla von Claer : Louise Meyer
  - Xavier Robic : Vadim, l'agent d'artiste de Louise
  - Lisa Do Couto Teixeira : Misha, la meilleure amie de Louise
  - Jean-Louis Cassarino : Rodolphe Meyer, le père de Louise
  - Aurélien Muller : Josh Heaven
- Autres personnages
  - Baad-J : Big Mike
  - Moad Sanou : le rappeur Ténor

## Production

### Genèse et développement
La série est une coproduction de Marathon Studio, Terence Films, TF1, Fontana et la RTBF,.
Il s'agit d'une adaptation de la série israélienne The Baker and the Beauty (Lehiyot Ita), une série créée par Assi Azar qui comportait trois saisons qui ont été diffusées sur la chaîne Keshet 12 en Israël (2013-2017),,.
La série française  est créée et écrite par Caroline Franc, Marion Michau, Jane Rioufol, Léa Lando et Ichem Saïbi, et réalisée par Hervé Mimran,,.

### Attribution des rôles
Le rôle principal est tenu par le chanteur et acteur Amir Haddad, révélé par The Voice : « Quand il s'agit de jouer quelqu'un d'autre, de se métamorphoser, je préfère garder mon nom. Je voulais créer une distinction avec le personnage musical. Même si j'ai l'habitude avec les caméras, grâce aux clips et aux émissions… la fiction, c'est un autre exercice. ».
Amir explique la genèse du projet : « Après mon travail sur les planches, plusieurs productions ont commencé à me solliciter pour discuter d'éventuels projets en fiction. Lors d'un rendez-vous avec les équipes de TF1, j'ai parlé d'une série israélienne que j'adore, où l'on suit un boulanger qui croise par hasard une top model. S'ensuit un choc des classes sociales, une romance impossible. Et là, on me dit qu'ils ont les droits de cette série ! C'était une énorme surprise, et on est vite passés d'une simple discussion informelle à un vrai projet où j'ai eu la chance d'être consulté à chaque étape. La production m'envoyait les scénarios, les corrections, et même le casting. Évidemment, je n'avais pas le dernier mot… mais mon avis comptait. L'histoire reste globalement la même. On l'a adaptée à notre culture française, mais les grandes lignes sont intactes. »,.

### Tournage
Le tournage de la série a lieu à partir du 14 juin 2024 en région parisienne,,.
Amir explique qu'« un des accessoiristes a été embauché parce qu'il était boulanger avant et donc, entre les prises, il nous donnait des vrais conseils. Il nous a donné des petits ateliers à Lion[n]el Astier et à moi. C'était très intéressant. J'ai découvert tout un univers que je ne connaissais que via la boutique que tout le monde voit. Je n'avais jamais vu l'arrière-boutique. C'est tout un art et c'est sublime. ».
Pour lui, le plus gros défi est « de tourner, contrairement au théâtre, dans un ordre qui n'est pas chronologique. Un jour, il faut être en plein dans l'histoire du couple, voire traverser une crise. Alors que le lendemain, il faut jouer la première rencontre. ».

### Fiche technique
Sauf indication contraire, les informations mentionnées dans cette section peuvent être confirmées par la base de données cinématographiques Allociné,  présente dans la section « Liens externes ».
- Titre français : La Belle et le Boulanger
- Genre : Comédie romantique[1],[11]
- Production : Malika Abdellaoui, Bertrand Cohen et Stépanie Meunier
- Sociétés de production : Marathon Studio, Terence Films, TF1, Fontana et la RTBF[1],[2]
- Réalisation : Hervé Mimran[5]
- Scénario : Caroline Franc, Marion Michau, Jane Rioufol, Léa Lando et Ichem Saïbi[4],[5]
- Musique : Marc Chouarain
- Décors : Ann Chakraverty
- Costumes : Damien Denis
- Photographie : Fabien Faure
- Son : Philippe Donnefort
- Montage : Gaëtan Boussand et Mathieu Molinaro
- Pays de production :  France /  Belgique
- Langue originale : français
- Format : couleur
- Nombre de saisons : 1
- Nombre d'épisodes[3],[4],[5] : 4
- Durée : 52 minutes[1],[3],[4],[5]
- Dates de première diffusion :
  - Belgique : 8 avril 2025 sur La Une[7],[8]

## Épisodes
1. La déclaration
2. La Saint-Honoré
3. La parenthèse enchantée
4. Palais-Royal

## Accueil

### Audiences et diffusion

#### En Belgique
En Belgique, la série est diffusée le mardi à 20 h 15 sur La Une par salve de deux épisodes les 8 et 15 avril 2025.
| Épisode              | Diffusion            | Diffusion            | Audience moyenne          | Audience moyenne | Réf.   |
| Épisode              | Jour                 | Horaire              | Nombre de téléspectateurs | Classement       | Réf.   |
| -------------------- | -------------------- | -------------------- | ------------------------- | ---------------- | ------ |
| 1                    | Mardi 8 avril 2025   | 20 h 15 - 21 h 10    | 281 903                   | 1er              | [ 12 ] |
| 2                    | Mardi 8 avril 2025   | 21 h 10 - 22 h 05    | 281 903                   | 1er              | [ 12 ] |
| 3                    | Mardi 15 avril 2025  | 20 h 15 - 21 h 10    | 235 563                   | 2e               | [ 13 ] |
| 4                    | Mardi 15 avril 2025  | 21 h 10 - 22 h 05    | 235 563                   | 2e               | [ 13 ] |
| Moyenne de la saison | Moyenne de la saison | Moyenne de la saison | 258 733                   |                  |        |

- Les plus hauts chiffres d'audience
- Les plus bas chiffres d'audience